# Rammstein in Amerika
Rammstein in Amerika (с англ. — «Rammstein в Америке») — концертный альбом группы Rammstein. Состоит из трёх частей — концерта в Нью-Йорке в поддержку альбома Liebe ist für alle da, закадровых съёмок и документального фильма об истории группы в США.

## Издания
- 2 Blu-Ray + 10 Panel Digipak
- 2 DVD + 10 Panel Digipak

## Содержимое дисков
DVD 1
| №   | Название                                    | Длительность |
| --- | ------------------------------------------- | ------------ |
| 0.  | «Intro»                                     |              |
| 1.  | «Rammlied» (Раммпесня)                      | 4:56         |
| 2.  | «B********» (Преклонись)                    | 4:17         |
| 3.  | «Waidmanns Heil» (Удачной охоты)            | 3:59         |
| 4.  | «Keine Lust» (Нет желания)                  | 3:55         |
| 5.  | «Weisses Fleisch» (Белая плоть)             | 4:48         |
| 6.  | «Feuer frei!» (Открыть огонь!)              | 3:36         |
| 7.  | «Wiener Blut» (Венская кровь)               | 6:04         |
| 8.  | «Frühling in Paris» (Весна в Париже)        | 6:02         |
| 9.  | «Ich tu dir weh» (Я причиняю тебе боль)     | 6:41         |
| 10. | «Du riechst so gut» (Ты пахнешь так хорошо) | 5:04         |
| 11. | «Benzin» (Бензин)                           | 4:45         |
| 12. | «Links 2-3-4» (Левой 2 3 4)                 | 4:54         |
| 13. | «Du hast» (Ты…)                             | 4:14         |
| 14. | «Pussy» (Киска)                             | 8:51         |
| 15. | «Sonne» (Солнце)                            | 5:02         |
| 16. | «Haifisch» (Акула)                          | 6:15         |
| 17. | «Ich will» (Я хочу)                         | 4:10         |
| 18. | «Engel» (Ангел)                             | 7:39         |

DVD 2
| №  | Название                                                                            | Длительность |
| -- | ----------------------------------------------------------------------------------- | ------------ |
| 1. | «Dokumentation «Rammstein In Amerika»» (Документальный фильм «Rammstein в Америке») | 122:24       |

| №  | Название                                                                                  | Длительность |
| -- | ----------------------------------------------------------------------------------------- | ------------ |
| 1. | «Making-of des Albums «Liebe Ist Für Alle Da»» (Создание альбома «Liebe Ist Für Alle Da») | 21:21        |

## Над альбомом работали
- Тилль Линдеманн — вокал
- Рихард Круспе — соло-гитара, бэк-вокал
- Пауль Ландерс — ритм-гитара, бэк-вокал
- Оливер Ридель — бас-гитара
- Кристоф Шнайдер — ударные
- Кристиан Лоренц — клавишные